# بيير ماري دي سانت-جورج
بيير ماري دي سانت-جورج هو محامي وسياسي فرنسي، ولد في 15 فبراير 1795 في أوكسار في فرنسا، وتوفي في 28 أبريل 1870 في باريس في فرنسا. انتخب نقيب المحامين ‏ Paris Bar Association ‏ (1840 – 1842) وانتخب نائب فرنسي.

## وصلات خارجية
- الموقع الرسمي